# Mercedes Juliá
Mercedes Juliá de Agar es catedrática de filología española en la Universidad de Villanova, Pensilvania, Estados Unidos, donde imparte su docencia desde 1987.  Ha destacado por su investigación en la obra de Juan Ramón Jiménez, especialmente el último Juan Ramón, y por su interés en la narrativa contemporánea, resaltando sus estudios sobre la novela histórica. Junto a un rigor metodológico y una forma llana de explicar con sencillez lo difícil, el estilo de Juliá se caracteriza por una gran sensibilidad en el manejo de los materiales de investigación y una mirada aguda y original a los textos, que le ha valido reconocimiento internacional. En sus contribuciones a la novela histórica, destacan sus importantes estudios a las obras de Raúl Ruiz o Enrique Molina, escritores poco conocidos, pero que aportan aproximaciones muy novedosas a los conocimientos del pasado.  Juliá ha estudiado también en profundidad la obra de otros artistas reconocidos, como Francisco Ayala, Antonio Muñoz Molina y Javier Cercas, entre otros.

## Biografía
Mercedes Juliá de Agar
nació en Jerez de la Frontera donde vivió hasta los 17 años de edad. Marchó entonces con una beca a los Estados Unidos donde tras hacer el último año de bachillerato, comenzó sus estudios de licenciatura en la Universidad de Chicago, especializándose en filosofía (Estudios de ideas y análisis de métodos) bajo la dirección del insigne profesor Charles Wegener.  Allí conoció a figuras importantes españolas, como a Francisco Ayala y a Ricardo Gullón. Este último  fue su mentor durante sus estudios de posgrado en la misma universidad.  Bajo la dirección de Ricardo Gullón, Mercedes Juliá estudió la obra de Juan Ramón Jiménez y trabajó en el análisis del poema Espacio.  Después siguieron otros estudios sobre otros proyectos juanramonianos, como el poema Tiempo, el estudio de la obra del exilio en su conjunto (De la nueva luz, 2010) y la preparación y publicación del primer volumen de la autobiografía inédita de Juan Ramón Jiménez, Vida, junto con la profesora Mª Ángeles Sanz Manzano. Tras obtener el doctorado en Lenguas y Literaturas románicas, Mercedes Juliá comenzó a enseñar en la Universidad de Villanova, EE. UU., Pensilvania, donde imparte clases de literatura y de estudios culturales desde entonces.

## Publicaciones
Especialista en literatura moderna y contemporánea, la profesora Mercedes Juliá es autora de tres monográficos: El universo de Juan Ramón Jiménez: Un estudio del poema Espacio(Madrid: Ediciones de la Torre, 1989),De la nueva luz: En torno a la poesía última de Juan Ramón Jiménez (Huelva: Libros del Trienio JRJ Diputación del Huelva, 2010) y Las ruinas del pasado: Aproximaciones a la novela histórica posmoderna (Madrid: Ediciones de la Torre, 2006).  
Mercedes Juliá ha preparado dos ediciones críticas anotadas al poema Tiempo de Juan Ramón Jiménez: Tiempo de JRJ (Barcelona: Seix Barral, 2001) y Tiempo de JRJ (Madrid: Espasa-Calpe, 2005); dos ediciones de artículos de otros autores: Historicidad en la novela española contemporánea, (Cádiz, Universidad de Cádiz,1997) y El Quijote y la novela posmoderna(Cádiz,Universidad de Cádiz,2010); y, junto con la profesora Mª Ángeles Sanz Manzano, Mercedes Juliá ha publicado el primer volumen de la autobiografía inédita de Juan Ramón Jiménez, Vida.  Reconstrucción, estudio y notas. (Valencia: Pre-Textos, 2014).  Además Juliá ha publicado numerosos artículos sobre el exilio, la autobiografía, los marginados en la historia contemporánea y estudios sobre mujeres escritoras.

## Docencia y experiencia administrativa
Embajadora incansable de España y de su cultura e historia, Juliá ha creado a través de los años programas docentes importantes para acercar los mundos de Estados Unidos y España.  Entre estos programas destacan los programas de intercambio entre estudiantes y profesores de las Universidades de Villanova y de Cádiz, que comenzaron en 1990 y que continúan con gran popularidad en el 2015.  En la actualidad Juliá es directora del departamento de Lenguas y Literaturas Románicas en la Universidad de Villanova, cargo que ocupó entre 1998 a 2001 y una vez más desde 2007 hasta el presente.  Mercedes Juliá ha dado conferencias en numerosas Universidades de Europa, Centro y Sur América, los Estados Unidos y Marruecos, y ha sido profesora visitante en las Universidades de Chicago, Cádiz, Bryn Mawr College y la Universidad de Pensilvania.

## Premios y Becas
- 2010. Miembro correspondiente de la Real Academia de San Dionisio, de Ciencias, Artes y Letras. Jerez de la Frontera.
- 2009. Premio a la Excelencia. Jerez a Mercedes Juliá por su investigación y su trabajo de embajadora de su tierra natal en otros países.
- 2005, 2004, 2003, 2000 y 1999.  Becas Vital de Villanova para el diseño de asignaturas utilizando la tecnología.
- 2003. Beca de investigación de la Universidad de Villanova.
- 1995. Beca de investigación de la facultad de Ciencias y Letras de Villanova.
- 1991-1992. Beca de investigación del Ministerio de Educación Español.
- 1986. Beca de investigación de la Melon Foundation.
- 1984. Beca de investigación de la Tinker Foundation.